# سوکه
سؤکی (به ترکی استانبولی: Söke) شهری است در کشور ترکیه که در استان آیدین واقع شده‌است. جمعیت این شهر بر اساس سرشماری سال ۲۰۰۸ میلادی ۶۵٬۹۷۴ نفر و بر اساس برآوردهای سال ۲۰۰۹ میلادی ۶۵٬۷۹۲ نفر می‌باشد.